# 福島瑞穂 (洋画家)
福島 瑞穂（ふくしま みずほ、1936年 - ）は、日本の洋画家。独立美術協会会員、女流画家協会委員、21美術協会代表、女子美術大学大学院客員教授。

## 略歴・人物
広島県尾道市生まれ。広島県立尾道東高等学校、女子美術大学芸術学部洋画科卒業。
1986年「タナトス」が安井賞佳作となった。他に受賞多数。